# Torón (Isótopo)
El torón (Tn), es un isótopo radiactivo del gas noble radón (220Rn). Se forma como parte de la serie de desintegración del torio (232Th), conocida como la serie de desintegración del torio-232. El torón tiene un número atómico de 86 y su número másico es 220. Su vida media es muy corta, aproximadamente 55,6 segundos, lo que limita su concentración en el ambiente. A pesar de esto, juega un papel significativo en la radiactividad natural y en estudios relacionados con la geología y la salud ambiental.
En la actualidad, se están llevando a cabo diversos estudios acerca de este isótopo como indicador de inminentes terremotos, ya que se puede registrar su señal sin interferencias ambientales, a diferencia por ejemplo del propio radón, que también muestra aumentos anómalos antes de un terremoto pero que sin embargo puede ser influenciado por otros factores. Cabe mencionar un estudio realizado en Corea del sur en el año 2015, en el cual se pudo observar picos de torón antes del terremoto de Tohoku-Oki en 2011, sugiriendo que el método combinado de los isótopos de torón y radón podría ser útil para predecir terremotos si se aplica en redes de monitoreo globales.

## Propiedades físicas y químicas
El torón comparte las características químicas de otros gases nobles, siendo químicamente inerte. Sin embargo, debido a su radiactividad, no se encuentra en grandes cantidades en el medio ambiente. El torón se genera en la naturaleza como resultado de la desintegración del torio-232, un elemento radiactivo que se encuentra en las rocas y minerales de la corteza terrestre. La cadena de desintegración que lo produce sigue los siguientes pasos:
1. Torio-232 (232Th) → Emisión alfa → Radio-228 (228Ra)
2. Radio-228 → Emisión beta → Actinio-228 (228Ac)
3. Actinio-228 → Emisión beta → Torio-228 (228Th)
4. Torio-228 → Emisión alfa → Torón (220Rn)

El torón, a su vez, se descompone rápidamente en polonio-216 (216Po) mediante la emisión de partículas alfa, un proceso caracterizado por la liberación de energía en forma de radiación. Esto sucede debido a la inestabilidad inherente del núcleo del torón, que lo lleva a transformarse en un núcleo más estable en la serie de desintegración del torio. La desintegración alfa consiste en la expulsión de una partícula alfa (compuesta por dos protones y dos neutrones), lo que reduce el número másico del núcleo en cuatro unidades y su número atómico en dos. Esto ocurre en un intervalo de tiempo promedio igual a su vida media, que es de aproximadamente 55,6 segundos. Debido a su corta duración, el torón tiene un alcance limitado antes de desintegrarse, lo que explica su baja acumulación en el ambiente.

## Impacto en la salud y aplicaciones científicas

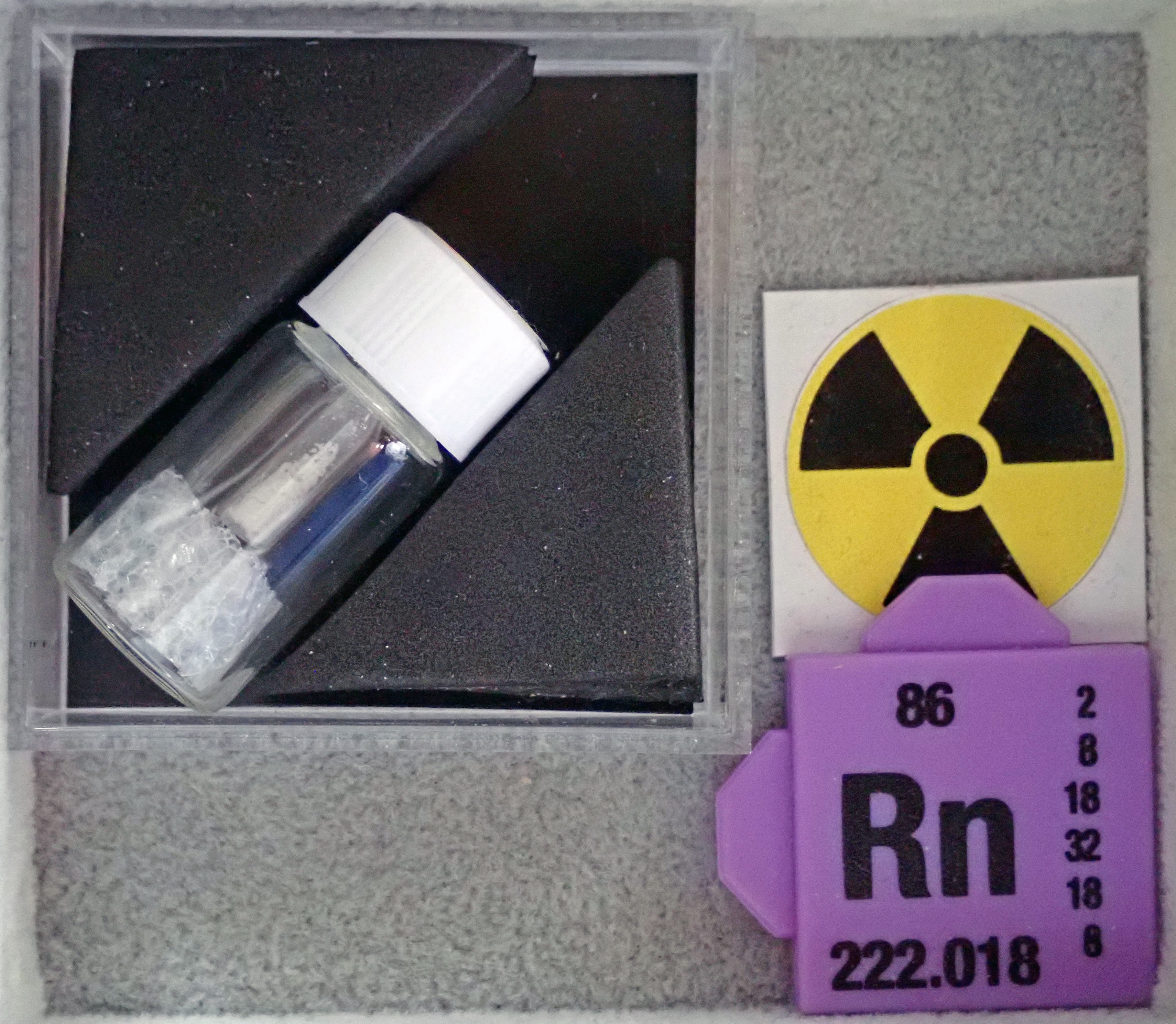
Mineral con radón atrapado en su interior.

Aunque el torón es radiactivo, su breve vida media limita significativamente su tiempo de exposición potencial a los seres humanos. Sin embargo, como parte de la familia del radón, puede contribuir a la radiactividad natural en interiores cuando se libera desde el suelo o los materiales de construcción. Dado que el torón emite radiación alfa, su potencial peligro para la salud depende de su inhalación. Sin embargo, debido a su rápida desintegración, los riesgos asociados son menores en comparación con otros isótopos del radón. Las regulaciones ambientales suelen centrarse más en el radón-222, pero el monitoreo del torón puede ser relevante en regiones con altos niveles de torio.
En la investigación científica, el torón tiene aplicaciones en estudios geológicos, donde se utiliza para rastrear la emisión de gases radiactivos en el subsuelo; en el control ambiental, ya que su presencia ayuda a monitorear la radiactividad natural en ciertas regiones; y en medicina nuclear, aunque no es común, su estudio puede contribuir a entender procesos radiactivos aplicables a la salud.

## Presencia en la naturaleza y detección
El torón tiene una presencia muy limitada en la naturaleza debido a su vida media extremadamente corta (55,6 segundos), lo que impide que se acumule de manera significativa en el medio ambiente. Este isótopo radiactivo se genera como parte de la desintegración radiactiva del torio-232, presente en rocas y suelos ricos en minerales como ciertos granitos, monacitas y otros tipos de depósitos minerales.
Aunque sus concentraciones son muy bajas, su emisión puede detectarse en regiones con altas concentraciones de torio, como áreas específicas de gran actividad geotermal o donde hay granitos radiactivos expuestos. Estas emisiones tienden a liberarse desde el suelo hacia la atmósfera, pero debido a su rápida desintegración, el torón generalmente solo afecta las capas más cercanas al subsuelo.
En la geología y la ciencia ambiental, la detección del torón es útil para identificar y mapear zonas ricas en torio y para comprender mejor los patrones de radiactividad natural en diferentes regiones. Los instrumentos utilizados para medir el torón suelen incluir espectrómetros gamma y detectores alfa, que permiten analizar tanto la concentración de torio en las rocas como la emisión gaseosa en sitios específicos. Su detección también puede contribuir a estudios de control ambiental en áreas donde el radón y otros gases radiactivos representan un posible riesgo para la salud.